# Ortalotrypeta ziae
Ortalotrypeta ziae är en tvåvingeart som beskrevs av Allen L.Norrbom 1994. Ortalotrypeta ziae ingår i släktet Ortalotrypeta och familjen borrflugor.
Artens utbredningsområde är Taiwan. Inga underarter finns listade i Catalogue of Life.